# شركة المصانع الكبرى للتعدين
شركة المصانع الكبرى للتعدين (أماك) هي شركة مساهمة عامة سعودية، تأسست بتاريخ 07-01-1429هـ الموافق 16 يناير 2008م كشركة مساهمة مقفلة بموجب السجل التجاري رقم (4030175345).
يبلغ رأس مال الشركة الحالي خمسمائة وثلاثة وستين مليون ومئتين وثمانية وثمانين ألف وستمائة وخمسين (563,288,650)ريال سعودي، مقسم إلى ستة وخمسون مليون وثلاثمائة وثمانية وعشرون ألف وثمانمائة وخمسة وستون(56,328,865) سهم عادي بقيمة اسمية مدفوعة بالكامل قدرها عشر (10)ريالات سعودية لكل سهم.

## أنشطة الشركة
تتمثل العمليات الرئيسية للشركة بتشغيل منجم المصانع ومنجم قيان. ويقع منجم المصانع في مخيم تعدين المصانع الرئيسي والذي يقوم بإنتاج مركزات النحاس والزنك وسبائك الفضة والذهب. ويقع منجم قيان على بعد حوالي 12 كيلومتر من منجم المصانع، والذي يقوم بإنتاج سبائك الذهب والفضة.